# Adam-lès-Vercel
Adam-lès-Vercel là một xã của tỉnh Doubs, thuộc vùng Bourgogne-Franche-Comté, miền đông nước Pháp.